# Alcolea de las Peñas
Alcolea de las Peñas és un municipi de la província de Guadalajara, a la comunitat autònoma de Castella-La Manxa. Partit judicial d'Atienza, de la que dista 7 km i 20 d'Alcuneza, la qual estació de ferrocarril és la més propera en la línia Madrid-Saragossa. Pels seus voltants hi ha penya-segats foradats en profundes excavacions; hi havia mines d'argent i la seva principal producció del sol són els cereals. També se la coneix amb el nom d'Alcolea de Paredes.

## Demografia
| 1991 |  | 1996 |  | 2001 |  | 2004 |
| ---- |  | ---- |  | ---- |  | ---- |
| 43   |  | 33   |  | 28   |  | 24   |